# Jil Teichmannová
Jil Belen Teichmannová (* 15. července 1997 Barcelona) je švýcarská profesionální tenistka hrající levou rukou, která se narodila ve Španělsku. V juniorském tenise získala s İpek Soyluovou titul ve čtyřhře US Open 2014. Ve své dosavadní kariéře na okruhu WTA Tour vyhrála dva turnaje ve dvouhře a dva ve čtyřhře. V sérii WTA 125 triumfovala v jednom deblovém turnaji. V rámci okruhu ITF získala šest titulů ve dvouhře a pět ve čtyřhře.
Na žebříčku WTA byla ve dvouhře nejvýše klasifikována v červenci 2022 na 21. místě a ve čtyřhře v červnu téhož roku na 73. místě. V juniorském kombinovaném žebříčku ITF jí nejvýše patřila 3. příčka na konci září 2014. V sezóně 2019 se její trenérkou stala Španělka Arantxa Parraová Santonjaová. Dříve tuto roli plnili Španěl Alberto Martín a Karim Perona.
Ve švýcarském týmu Billie Jean King Cupu debutovala v roce 2018 čtvrtfinálem Světové skupiny proti České republice, v němž za rozhodnutého stavu vyhrála s Timeou Bacsinszkou čtyřhru nad párem Strýcová a Šafářová. Švýcarky odešly poraženy 1:3 na zápasy. V roce 2022 byla členkou vítězného švýcarského týmu. Do roku 2024 v soutěži nastoupila ke dvanácti mezistátním utkáním s bilancí 5–1 ve dvouhře a 5–3 ve čtyřhře.
Z Letních olympijských her mládeže 2014 v čínském Nankingu si odvezla zlatou medaili ve smíšené čtyřhře, do níž nastoupila s Polákem Janem Zielińskim.

## Tenisová kariéra
V rámci hlavních soutěží událostí okruhu ITF debutovala v únoru 2013, když na turnaj ve švýcarském Kreuzlingenu s dotací 10 tisíc dolarů obdržela divokou kartu. Ve druhém kole podlehla krajance Timee Bacsinszké. Premiérový singlový titul v této úrovni tenisu vybojovala v srpnu 2015 na braunschweigské akci s rozpočtem patnáct tisíc dolarů. Ve finále přehrála Rusku Jekatěrinu Alexandrovovou po dvousetovém průběhu. Finále turnaje s maximální dotací 100 tisíc dolarů si zahrála na antukovém Open de Cagnes-sur-Mer Alpes-Maritimes 2017, v jehož průběhu vyřadila Belgičanku Alison Van Uytvanckovou i nasazenou čtyřku Tatjanu Mariovou. V boji o titul však nenašla recept na brazilskou hráčku Beatriz Haddad Maiovou.

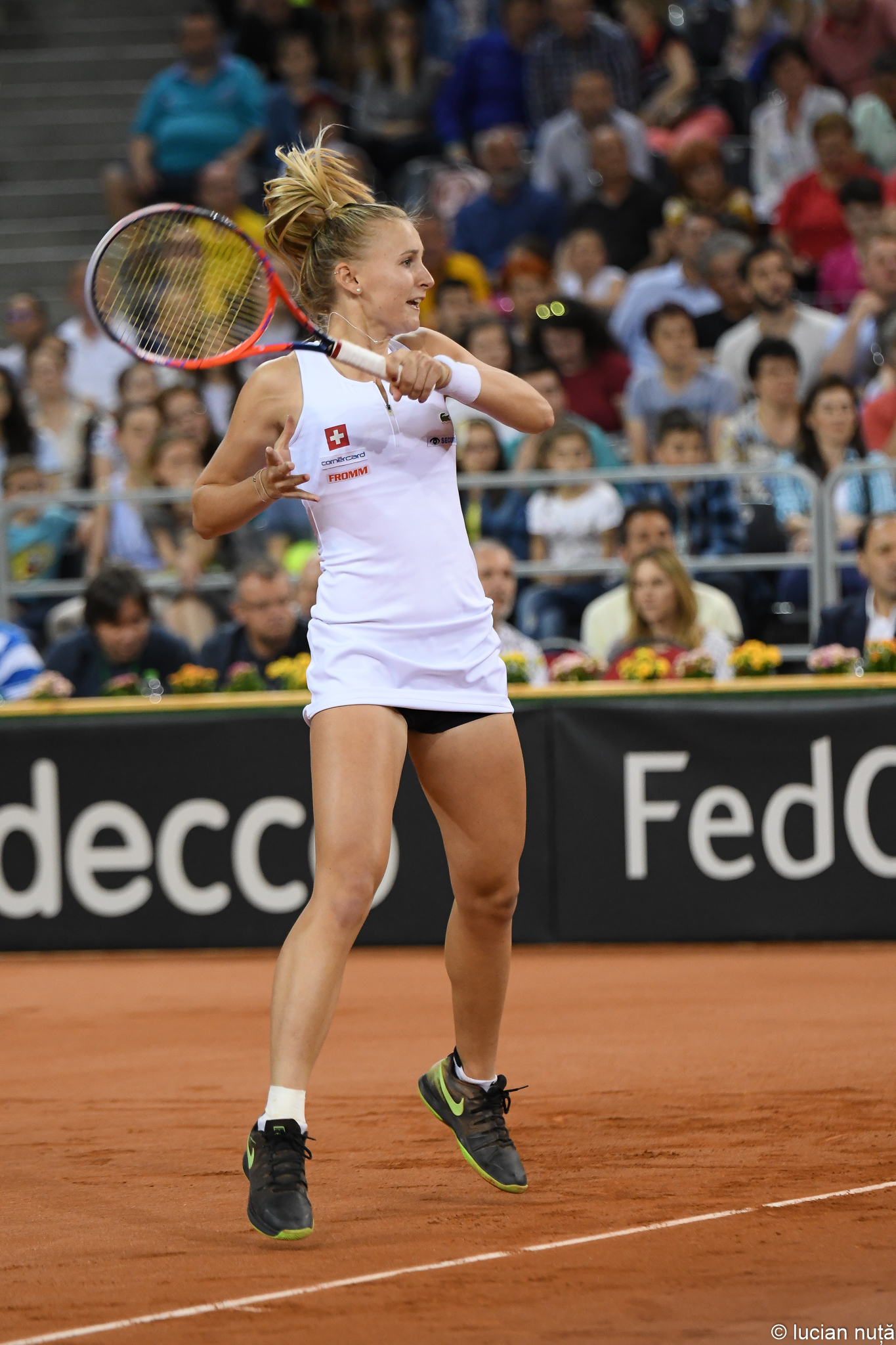
V baráži Fed Cupu 2018 proti Rumunsku

Na Mistrovství Evropy juniorů 2015 ve švýcarském Klostersu postoupila do finálového duelu po výhrách nad Viktórií Kužmovou a turnajovou jedničkou Markétou Vondroušovou. V závěrečném utkání však podlehla Maďarce Anně Bondarové. Od tohoto momentu začal její výraznější vzestup žebříčkem. Ke konci roku 2015 na něm figurovala na 439. místě, aby o rok později sezónu zakončila jako 221. hráčka pořadí. V roce 2017 se v březnu posunula na 132. příčku.
V singlu okruhu WTA Tour debutovala na dubnovém Internationaux de Strasbourg 2016, kde prošla kvalifikačním sítem. Na úvod dvouhry vyřadila Japonku Kurumi Naraovou a následně podlehla pozdější francouzské vítězce Caroline Garciaové. Na Wuhan Open 2017 z kategorie Premier 5 zdolala Australanku Samanthu Stosurovou, aby ji v dalším kole stopku vystavila turnajová sedmička Dominika Cibulková.
Debut v hlavní soutěži nejvyšší grandslamové kategorie přišel v ženském singlu US Open 2018 po zvládnuté tříkolové kvalifikaci, v níž na její raketě postupně dohrály nejvýše nasazená světová osmašedesátka Čeng Saj-saj, Majo Hibiová a vítězka wimbledonské juniorky 2015 Sofja Žuková. V úvodním kole dvouhry poté dovolila uhrát jen tři gamy Slovince Dalile Jakupovićové. Ve druhé fázi vypadla s Estonkou Kaiou Kanepiovou.
První turnajové vítězství na okruhu WTA Tour vybojovala ve dvaceti jedna letech na antukovém J&T Banka Prague Open 2019, kam přijela jako 146. hráčka žebříčku. Musela tak projít tříkolovou kvalifikací, v jejímž závěru porazila Denisu Allertovou. Ve druhém kole hlavní soutěže vyřadila bývalou světovou dvojku a 100. ženu klasifikace Světlanu Kuzněcovovou, vracející se na okruh. V semifinále na ni uhrála devátá nasazená Barbora Strýcová jen tři gamy. Ve finále pak zdolala o rok starší Češku startující na divokou kartu Karolínu Muchovou ve třech setech. Jejím předchozím maximem na událostech WTA bylo druhé kolo. Bodový zisk Švýcarku premiérově posunul do elitní stovky žebříčku WTA, na 87. příčku.
Na srpnovém Top Seed Open 2020 v Lexingtonu, hraném po pětiměsíčním přerušení okruhu pro pandemii koronaviru, postoupila do třetího kariérního finále dvouhry přes Shelby Rogersovou. V něm pak podlehla 25leté Američance Jennifer Bradyové z konce první světové padesátky. V páru s Marií Bouzkovou prohrála i finálový duel lexingtonské čtyřhry, když nestačily na americko-brazilskou dvojici Hayley Carterová a Luisa Stefaniová.

## Finále na okruhu WTA Tour
| Legenda                                          |
| ------------------------------------------------ |
| D – dvouhra; Č – čtyřhra                         |
| Grand Slam (0)                                   |
| Turnaj mistryň (0)                               |
| Premier Mandatory & Premier 5 / WTA 1000 (0–1 D) |
| Premier / WTA 500 (0–1 Č)                        |
| International / WTA 250 (2–1 D; 1–1 Č)           |

### Dvouhra: 4 (2–2)
| Stav       | č. | datum             | turnaj                    | povrch | soupeřka ve finále | výsledek           |
| ---------- | -- | ----------------- | ------------------------- | ------ | ------------------ | ------------------ |
| Vítězka    | 1. | 4. května 2019    | Praha, Česko              | antuka | Karolína Muchová   | 7–6(7–5), 3–6, 6–4 |
| Vítězka    | 2. | 28. července 2019 | Palermo, Itálie           | antuka | Kiki Bertensová    | 7–6(7–3), 6–2      |
| Finalistka | 1. | 16. srpna 2020    | Lexington, Spojené státy  | tvrdý  | Jennifer Bradyová  | 3–6, 4–6           |
| Finalistka | 2. | 22. srpna 2021    | Cincinnati, Spojené státy | tvrdý  | Ashleigh Bartyová  | 3–6, 1–6           |

### Čtyřhra: 4 (2–2)
| Stav       | č. | datum             | turnaj                   | povrch    | spoluhráčka        | soupeřky ve finále                      | výsledek |
| ---------- | -- | ----------------- | ------------------------ | --------- | ------------------ | --------------------------------------- | -------- |
| Finalistka | 1. | 16. srpna 2020    | Lexington, Spojené státy | tvrdý     | Marie Bouzková     | Hayley Carterová Luisa Stefaniová       | 1–6, 5–7 |
| Vítězka    | 1. | 11. července 2021 | Hamburk, Německo         | antuka    | Jasmine Paoliniová | Astra Sharmaová Rosalie van der Hoeková | 6–0, 6–4 |
| Finalistka | 2. | 19. června 2022   | Berlín, Německo          | tráva     | Alizé Cornetová    | Storm Sandersová Kateřina Siniaková     | 4–6, 3–6 |
| Vítězka    | 2. | 22. října 2023    | Kluž, Rumunsko           | tvrdý (h) | Jodie Burrageová   | Léolia Jeanjeanová Valerija Strachovová | 6–1, 6–4 |

## Finále série WTA 125
| Legenda                  |
| ------------------------ |
| D – dvouhra; Č – čtyřhra |
| WTA 125 (1–0 Č)          |

### Čtyřhra: 1 (1–0)
| Stav    | č. | datum          | turnaj                       | povrch | spoluhráčka   | soupeřky ve finále                | výsledek                |
| ------- | -- | -------------- | ---------------------------- | ------ | ------------- | --------------------------------- | ----------------------- |
| Vítězka | 1. | 27. ledna 2018 | Newport Beach, Spojené státy | tvrdý  | Misaki Doiová | Jamie Loebová Rebecca Petersonová | 7–6 (7–4) , 1–6, [10–8] |

## Finále na okruhu ITF
| Dotace turnajů okruhu ITF | Dotace turnajů okruhu ITF |
| ------------------------- | ------------------------- |
| 100 000 $ tournaments     | 80 000 $ tournaments      |
| 75 000 $ tournaments      | 60 000 $ tournaments      |
| 50 000 $ tournaments      | 25 000 $ tournaments      |
| 15 000 $ tournaments      | 10 000 $ tournaments      |

### Dvouhra: 11 (6–5)
| Stav       | č. | datum             | turnaj                  | povrch | soupeřka ve finále        | výsledek           |
| ---------- | -- | ----------------- | ----------------------- | ------ | ------------------------- | ------------------ |
| Finalistka | 1. | 26. října 2014    | Šarm aš-Šajch, Egypt    | tvrdý  | Polina Lejkinová          | 2–6, 0–6           |
| Vítězka    | 1. | 30. srpna 2015    | Braunschweig, Německo   | antuka | Jekatěrina Alexandrovová  | 6–3, 6–3           |
| Vítězka    | 2. | 19. června 2016   | Montpellier, Francie    | antuka | Montserrat Gonzálezová    | 6–2, 7–6(8–6)      |
| Vítězka    | 3. | 25. června 2016   | Périgueux, Francie      | antuka | Olga Sáez Larraová        | 6–3, 6–3           |
| Vítězka    | 4. | 6. listopadu 2016 | Hammámet, Tunisko       | antuka | Diana Enacheová           | 6–4, 6–4           |
| Finalistka | 2. | 5. února 2017     | Káhira, Egypt           | antuka | Chantal Škamlová          | 6–3, 6–7(1–7), 1–6 |
| Finalistka | 3. | 12. února 2017    | Hammámet, Tunisko       | antuka | Georgina García Pérezová  | 5–7, 2–6           |
| Vítězka    | 5. | 23. dubna 2017    | Chiasso, Švýcarsko      | antuka | Kathinka von Deichmannová | 2–6, 6–3, 6–2      |
| Finalistka | 4. | 14. května 2017   | Cagnes-sur-Mer, Francie | antuka | Beatriz Haddad Maiová     | 3–6, 3–6           |
| Finalistka | 5. | 29. července 2018 | Porto, Portugalsko      | antuka | Cristina Bucsaová         | 6–7(4–7), 1–6      |
| Vítězka    | 6. | duben 2019        | Pula, Itálie            | antuka | Kaja Juvanová             | 7–6(7–3), 6–0      |

### Čtyřhra (5 titulů)
| č. | datum             | turnaj             | povrch | spoluhráčka              | soupeřky ve finále                     | výsledek         |
| -- | ----------------- | ------------------ | ------ | ------------------------ | -------------------------------------- | ---------------- |
| 1. | 31. srpna 2013    | Caslano, Švýcarsko | antuka | Chiara Grimmová          | Sara Ottomanová Barbora Štefková       | 6–4, 4–6, [10–4] |
| 2. | 26. dubna 2014    | Chiasso, Švýcarsko | antuka | Chiara Grimmová          | Alice Matteucciová Camilla Rosatellová | 7–5, 6–3         |
| 3. | 23. srpna 2015    | Lipsko, Německo    | antuka | Priscilla Honová         | Pia Königová Conny Perrinová           | 6–1, 6–4         |
| 4. | 7. října 2016     | Pula, Itálie       | antuka | Tamara Zidanšeková       | Claudia Giovineová Camilla Rosatellová | 6–2, 6–4         |
| 5. | 5. listopadu 2016 | Hammámet, Tunisko  | antuka | Guadalupe Pérez Rojasová | Tamara Čurovićová Barbara Kötelesová   | 6–1, 4–6, [11–9] |

## Finále na juniorce Grand Slamu

### Čtyřhra: 1 (1–0)
| Stav    | rok  | turnaj  | povrch | spoluhráčka   | soupeřky ve finále             | výsledek         |
| ------- | ---- | ------- | ------ | ------------- | ------------------------------ | ---------------- |
| Vítězka | 2014 | US Open | tvrdý  | İpek Soyluová | Věra Lapková Tereza Mihalíková | 5–7, 6–2, [10–7] |

## Finále soutěží družstev: 2 (1–1)
| Stav       | č. | datum              | soutěž                                            | povrch    | spoluhráči                                                | soupeři ve finále                                                                                                 | výsledek |
| ---------- | -- | ------------------ | ------------------------------------------------- | --------- | --------------------------------------------------------- | --- | -------- |
| Finalistka | 1. | 6. listopadu 2021  | Billie Jean King Cup 2021 Praha, Česko            | tvrdý (h) | Belinda Bencicová Viktorija Golubicová Stefanie Vögeleová | Anastasija Pavljučenkovová Darja Kasatkinová Veronika Kuděrmetovová Jekatěrina Alexandrovová Ljudmila Samsonovová | 0–2      |
| Vítězka    | 1. | 13. listopadu 2022 | Billie Jean King Cup 2022 Glasgow, Velká Británie | tvrdý (h) | Belinda Bencicová Viktorija Golubicová Simona Waltertová  | Ajla Tomljanovićová Priscilla Honová Storm Sandersová Ellen Perezová Samantha Stosurová                           | 2-0      |

## Finále na letní olympiádě mládeže

### Smíšená čtyřhra: 1 (1–0)
| Stav  | rok  | místo         | povrch | spoluhráč     | soupeři ve finále                 | výsledek         |
| ----- | ---- | ------------- | ------ | ------------- | --------------------------------- | ---------------- |
| Zlato | 2014 | Nanking, Čína | tvrdý  | Jan Zieliński | Jie Čchiou-jü Džumpei Jamasakiová | 4–6, 6–3, [10–5] |